# アンリ・ファヨール

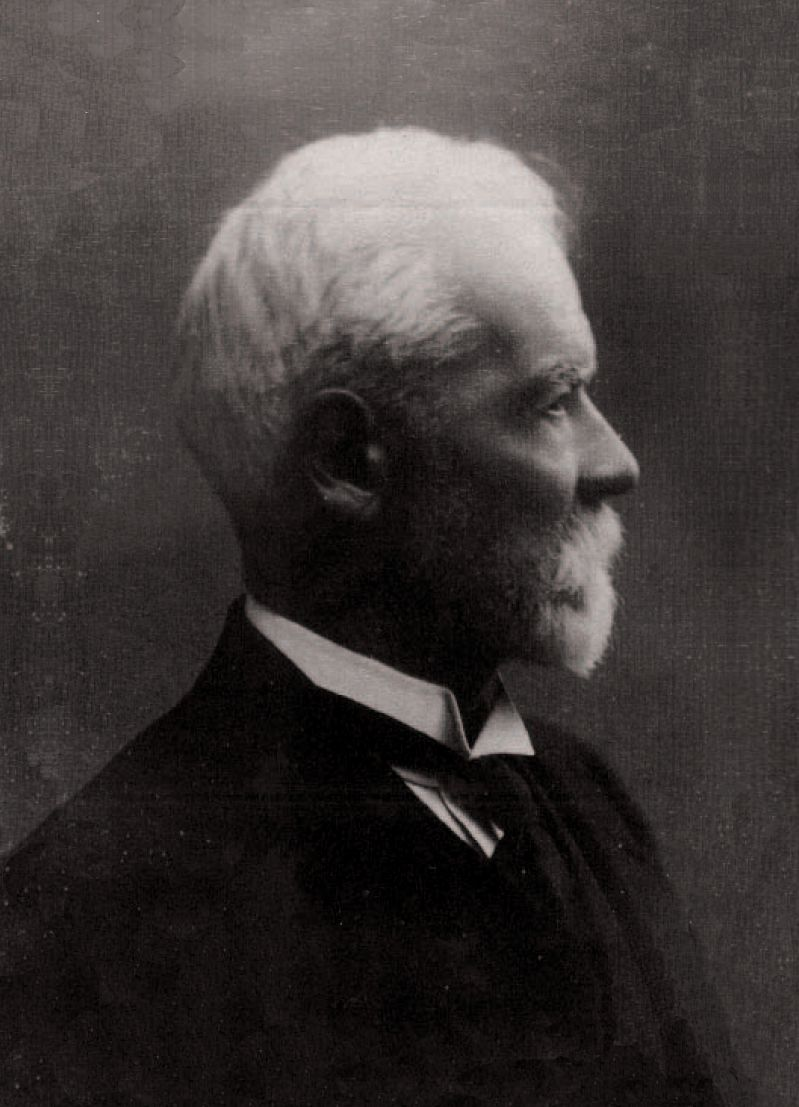
アンリ・ファヨール

ジュール・アンリ・ファヨール（Jule Henri Fayol、1841年7月29日 - 1925年11月19日）は、フランスの鉱山技師、地質学者、企業経営者で経営学者。管理過程学派の始祖で、「管理原則の父」とも呼ばれる。フレデリック・テイラーとともに経営管理論の礎を築いた一人に数えられる。

## 略歴
建築技師であった父の赴任先であったコンスタンティノープル（現在のイスタンブール）で生まれる。その後フランスへ戻り、1860年にサン・テチェンヌ鉱山学校を19歳で卒業し、技師の資格を得る。
同年、ボアグ・ランブール社（後にコマントリー・フルシャンボー・ドウカズヴィル社、と社名変更。俗にコマンボール社と言われる。）に炭鉱技師として入る。そこで頭角を現し、同社傘下の鉱山の責任者を歴任した後、1888年に社長に就任。増資・社債発行など巧みな資金調達や不採算部門の売却、新規事業や高収益部門への集中などの戦略をとり、倒産寸前だった同社の再建に成功する。1918年に社長職を辞するまで、30年にわたって経営の指揮を執った。また、辞任後も同社の取締役として、没するまで経営に参画した。
1925年、胃潰瘍の手術の予後不良により、パリで死去。84歳であった。

## 経営学への功績
ファヨールは主著『産業ならびに一般の管理』で、企業の経営には管理が最も重要であると指摘。管理を定義付けた上で、管理教育の必要性と可能性、そして管理の諸原則と諸要素を論じた。これが管理過程論の始まりである。
また、1918年に管理学研究所を創設、管理論の研究や普及に大きな貢献を成した。
論文・著作
- 『産業ならびに一般の管理』（1916年）
- 『公共心の覚醒』（1917年）
- 『国家の産業的無能力』（1921年）

### ファヨールの管理論
ファヨールは、著書『産業ならびに一般の管理』で、企業の経営活動（職能）を次の6つに分類した。
- 技術活動（生産、製造、加工）
- 商業活動（購買、販売、交換）
- 財務活動（資本の調達・運用）
- 保全活動（設備および従業員の保護）
- 会計活動（財産目録、貸借対照表、原価、統計など）
- 管理活動（計画、組織、指揮、調整および統制）

ファヨールは、中でも管理活動を重要視し、『管理とは、計画し、組織し、指揮し、調整し、統制するプロセスである。』と定義した。管理の一般原則として、次の14の管理の原理を示した。
- 分業
- 権威と責任

命令する権限と、それに伴う責任
- 規律
- 命令の統一（一元化）

特定の業務の担当者は、必ず単一の管理者の指揮命令を受けるべき、とする原則。
- 指揮の統一

目的をもった組織は、1人の管理者の下、1つの計画の下に業務遂行すべき、とする原則。
- 個人利益の全体利益への従属

企業全体の利益は個人の利益よりも優先する
- 公正な従業員報酬

公正、合理的範囲内
- 集権

環境に応じ、許される限り（程度）において管理者に権限を集中すべき、とする原則。
- 階層組織

権限と階層の構築
- 秩序

適材適所の確保。
- 公正
- 従業員の安定

技能の習得には時間がかかるので、長い目で見守り、頻繁な人事異動は控えるべき、とする原則。
- 創意（イニシアティブ）

計画を立案し、実行すること。組織のすべての階層にその自由を与えることで、士気を高める。
- 従業員の団結

ただし、これらの原則は絶対的なものではなく、すべて程度問題であり、事態や人間、その他の変化・変動要因を考慮するべき、との注意も残している。
ファヨール死後の1929年に、『産業ならびに一般の管理』はアメリカで翻訳・出版されて高い評価を受け、管理過程論が生まれた。何より、管理を計画、組織、指揮、調整、統制の5要素と定義し、また管理教育の重要性を主張し、管理原則の理論化を試みた功績は大きく、経営管理論の始祖の一人に数えられる。
これらの原則は実務体験に基づくものであり説得力がある反面、経験論に過ぎず、管理の本質的な認識を欠いているとか、管理原則の適用されるべき条件（経営環境）の分析が不十分などの批判もある。また、管理過程論者はファヨールの意見に普遍的妥当性を見出すがあまり、経営環境変化に対応できなかった。ハーバート・サイモンは、「矛盾した経験則の寄せ集め」と批判している。

## 地質学者の一面
ファヨールは地質学者の一面も持っている。
1886年発表の論文『コマントリーの石炭地帯に関する研究』において、堆積学特に三角州の分野の研究を行い、高い評価を受ける。その後も炭鉱火災防止のための研究などを続け、いくつもの賞を受賞している。
主な受賞歴
- レジオンドヌール勲章・シュヴァリエ章（1888年）
- 鉱業協会・創立100周年記念グランプリ（1908年）
- レジオンドヌール勲章・オフィシエ章（1913年）
- ルーマニア国王のオフィシエ章

ほか多数